# スタットクーロン
スタットクーロン（statcoulomb, 記号 statC）は、CGS静電単位系 (esu)・ガウス単位系における電荷（電気量）の単位である。静電単位（せいでんたんい、esu、electrostatic unit）ともいう。
1941年、ベンジャミン・フランクリンにちなんだフランクリン（franklin、記号 Fr）という名称が提唱され、CGS静電単位系を4元化した一般化CGS静電単位系では基本単位としてこの名称を使う。
1スタットクーロンは、真空中に1センチメートルの間隔で置かれた互いに等しい電気量の間に働く力が1ダインであるときの各電気量と定義される。
スタットクーロンの値をセンチメートル単位の光速度の値c（センチメートル毎秒ではなく無次元の値）で除するとCGS電磁単位系の電荷の単位であるアブクーロン(abC)になる。アブクーロンは国際単位系(SI)の電荷の単位であるクーロン(C)の10倍にほぼ等しいので、スタットクーロンとクーロンの換算は以下のようになる。
1 statC = 10 abC/C × (1/c) statC/abC ≈ 3.335641×10−10 C
CGS静電単位系は、クーロンの法則を元にして、クーロンの法則が係数を含まなくなるように電荷の単位を決定し、電荷の単位を元に電流などの他の電磁気の単位を構築したものである。CGS静電単位系では、クーロンの法則は次のように書き表される。
{\displaystyle F={\frac {q_{1}q_{2}}{r^{2}}}}
ここで、q1, q2は2つの物体が持つ電荷（単位 statC）、rは物体間の距離（単位 cm）、Fは2つの物体の間に働く静電気力（単位 dyn）である。CGS静電単位系における電荷の次元は M 1/2 L 3/2 T -1で、SIにおける電荷の次元とは異なっている。